# Дом отдыха «Велегож»
Дом отдыха «Велегож» — посёлок в Заокском районе Тульской области России.
В рамках административно-территориального устройства входит в Страховский сельский округ Заокского района, в рамках организации местного самоуправления включается в Страховское сельское поселение.

## География
Расположен у реки Ока, в 10 км к западу райцентра — посёлка городского типа Заокский (железнодорожной станции Тарусская), в 84 км от Тулы, 120 км от Москвы, у границы Тульской области с Калужской.
При посёлке находится санаторий-курорт «Велегож». На юго-востоке к посёлку примыкает село Велегож.
В самом посёлке имеются улицы Поленова и Красная гора.

## Население
| 2002 | 2010 |
| ---- | ---- |
| 326  | ↘311 |

## Инфраструктура
К населённому пункту подходит «Велегожское шоссе». В посёлке имеется: газ, электричество, водоснабжение домов от водонапорной башни (заменена на новую в 2021), мобильная связь, интернет, продовольственные и хозяйственный магазин, магазин строительных материалов, почта. Посёлок связан автобусным маршрутом с районным центром Заокский.
Фактически, село «Велегож», посёлок ДОВ, туристический комплекс «Велегож» и База отдыха “Металлург” представляют собой большой единый жилой и оздоровительный комплекс, только с различными почтовыми адресами.

## История

### Санаторий-курорт «Дом отдыха Велегож»
В 1906 году доктор Тарасов построил большой сруб, и ездили к нему лечиться пациенты из Москвы, Алексина и Тулы. Трудами доктора был заложен ботанический сад, частично дошедший до наших дней. В конце 1920-х годов здесь возникает туберкулёзный диспансер, который просуществовал до 1937 года, когда был основан ДОВ и передан для отдыха и оздоровления сотрудников железной дороги. В годы Великой Отечественной войны в 1941 году ДОВ входил в рубеж обороны Велегож-Поленово-Бёхово.
В 1961 году санаторий передан ВЦСПС. В 1972 году начато строительство кирпичных пятиэтажных современных корпусов, первый был построен в 1974 году, второй в 1978 году. Корпуса оборудованы лифтами, в каждом номере балкон. Общее количество круглогодичного номерного фонда 340 комнат. С 2001 года ДОВ превращён в санаторий-курорт, создана лечебная база, подобран медицинский персонал. В 2018 году санаторий переведён на газовое отопление. Санаторий имеет свой клуб и столовую. Территория оснащена детскими и спортивными площадками. На территории санатория имелась своя артезианская скважина с минеральной водой для лечения желудочно-кишечного тракта, которая была залита бетоном в 1990-х годах.
В настоящее время санаторий расположен на 84 гектарах земли, в сосновом бору с уникальной экосистемой, граничит с берегом Оки и с уникальным памятником природы «Зелёная зона дома отдыха Велегож». В соответствии с проведёнными лабораторными пробами здесь самая высокая ионизация воздуха в центральной части России. Располагает отличной медико-реабилитационной базой (более 60 медицинских процедур), водолечебницей, соляной пещерой. Имеется песчаный пляж на Оке.
Специализируется в летнее время на детском отдыхе, в зимнее время на отдыхе и лечении пожилых людей. При необходимости, в учебное время в санатории организовано проживание и занятия учащихся по школьной программе.
Территория окружена забором, в летнее время организована охрана территории и проживающих сотрудниками ЧОП, имеется большая парковка.

### Посёлок
Первые два двухэтажных корпуса из красного кирпича построены в 1974 году для работников санатория, вместо деревянных бараков. Одновременно возведены: котельная и водонапорная башня. В 1984 году построены и заселены два одно подъездных, четырёх этажных здания, из белого кирпича. В 1990-х годах постановлением Совета министров СССР о наделении Поленово статусом государственного историко-художественного и природного музея заповедника и введении охранных зон, было принято решение о переселении жителей деревни имевших и построивших на отводных землях комплекса жилые и хозяйственные помещения, для чего было построены два двухэтажных многоквартирных дома на территории посёлка, куда они и были переселены. Дома получили адрес ул. Поленова. В начале 1990-х годов, в виду тяжёлой экономической ситуации в стране и тяжёлом финансовом состоянии санатория, было принято решение о снятии с баланса и передаче сотрудникам санатория отводных земель, для постройки ими жилья для ПМЖ. На месте данных участков образовался дачный посёлок с улицей Красная гора, по названию с одноимённой горой.
В 2010 году Дом отдыха «Велегож» получил статус «сельского посёлка».

## Достопримечательности
В радиусе 30 км находятся более 30 культурно-исторических памятников, наиболее значимые: памятник архитектуры церковь Рождества Богородицы в Велегоже, Дом-музей В. Д. Поленово, памятник архитектуры церковь Живоначальной Троицы в селе Бёхово, памятник архитектуры Знаменская церковь с барским домом и школа В. Д. Поленова в село Страхово, музей-усадьба А. Т. Болотова «Дворяниново», музей командира крейсера Варяг В. Ф. Руднева, заокский адвентистский университет, музей-станция Тарусская и др.